# みどり市立笠懸小学校
みどり市立笠懸小学校（みどりしりつ かさかけしょうがっこう）は、群馬県みどり市笠懸町鹿にある公立小学校。
群馬県下一のマンモス校で、長らく1000人を超える全校児童数を誇っていた。

## 所在地
- 群馬県みどり市笠懸町鹿346

## 沿革
明治6年10月30日 - 新田郡藪塚村（現太田市藪塚町）の胎養寺を仮校舎として、栃木県第一大学区第四十二中学区内第八番小学東因舎を設立。
明治6年10月31日 - 新田郡本町村（現太田市大原町）の大原寺を仮校舎として私学の西因舎を設立。
明治7年8月 - 西因舎が公立となり栃木県第一大学区第四十二番中学区第九番西因小学校と改称。
明治7年10月15日 - 阿左美村（現みどり市笠懸町阿左美）の南光寺を仮校舎として第八番小学校東因舎第二番分校開校。
明治8年4月22日 - 鹿田村（現在のみどり市笠懸町鹿）の清泉寺を仮校舎として第九番小学校西因舎第一番分校開校。
明治8年10月13日 - 東因舎第二番分校が独立し阿左美学校と改称。
明治8年4月22日 - 西因舎第一番分校が独立し紅葉学校と改称。
明治9年8月21日 - 新田郡・山田郡・邑楽郡が栃木県から群馬県へ移管。
明治13年3月 - 西因舎の分校が久宮村（現在のみどり市笠懸町久宮）の臥龍庵に設置。
明治18年1月 - 久宮村の西因舎分校が阿左美学校に合併。
明治19年 - 阿左美学校は新田第十五東尋常小学校に、紅葉学校は新田第十五西尋常小学校に改称。
明治22年4月1日 - 町村制施行により阿左美村・久宮村・鹿村・西鹿田村が合併し笠懸村成立。
明治22年5月7日 - 東尋常小学校の仮校舎であった南光寺が全焼。阿左美村の下山亀三郎、藤生吉五郎両家の住宅を仮校舎とする。
明治25年4月1日 - 東西両尋常小学校を統合、高等科を併置。笠懸尋常高等小学校となる。高等科は大字鹿の宝源寺、尋常科は大字鹿の清泉寺及び大字阿左美の南光寺に置かれた。
明治33年2月23日 - 宝源寺全焼。大字鹿の籾山龍太郎の蚕室を借用して授業を再開。
明治33年5月8日 - 笠懸尋常高等小学校を廃校とし、笠懸東尋常高等小学校及び笠懸西尋常高等小学校分離独立。笠懸東尋常高等小学校の仮校舎は大字阿左美の下山亀三郎宅及び藤生吉五郎宅。笠懸西尋常高等小学校の尋常科仮校舎は清泉寺、高等科仮校舎は籾山龍太郎の蚕室。
明治34年2月18日 - 笠懸西尋常高等小学校の新校舎が大字鹿1698番地に完成。
明治34年10月10日 - 笠懸東尋常高等小学校の新校舎が阿左美村1454番地に完成。
明治39年4月14日 - 笠懸西尋常高等小学校に笠懸村立実業補習学校付設。東西両尋常高等小学校の高等科の修業年限を2か年に短縮し、両小学校の高等科3・4年生を実業補習学校に通わせた。
明治41年3月31日 - 笠懸村立実業補習学校廃校。
大正12年3月31日 - 東西両尋常高等小学校を統合し、笠懸尋常高等小学校設置。校地校舎の選定について意見対立があり、当面の間旧笠懸西尋常高等小学校を本校とし、旧笠懸東尋常高等小学校を分校とすることとした。また両校の高等科をなくし国瑞寺（現みどり市笠懸町阿左美）附近に新校舎を建築して高等科を置くこととした。
大正13年1月11日 - 笠懸実業補習学校を笠懸尋常高等小学校に併設する形で設立。授業は東西両小学校で行う。
大正13年3月 - 両小学校の学区住民間の対立が拡大し、村会議員が辞表を提出する等の事態となり、上毛新聞（3月27日、4月2日）、報知新聞（3月27日、3月29日、3月30日）等が報じる。
大正14年3月14日 - 校舎新築のための資金積立てを行い五年後に村内中央に統合校舎を新築し、分校を東西いずれにも置かない旨の約定書が結ばれる。
昭和3年5月31日 - 笠懸村大字鹿346番地に新校舎落成、東西両校の生徒を収容し、名実ともに笠懸尋常高等小学校として統一。
昭和16年3月 - 国民学校令公布、笠懸村国民学校と改称。
昭和22年4月1日 - 学制改革により笠懸村立笠懸小学校となる。
昭和51年4月1日 - 前年度生徒数1155人に達したため、笠懸村立笠懸東小学校を分離新設。
昭和53年4月1日 - 笠懸村立笠懸北小学校を分離新設。
昭和52年12月20日 - 校歌制定。
平成2年4月1日 - 町制施行により笠懸町立笠懸小学校となる。
平成18年3月27日 - 合併によりみどり市が発足し、みどり市立笠懸小学校となる。
令和4年4月7日 - みどり市立笠懸西小学校を分離新設。

## 学区
- 笠懸町阿左美の一部[1][2]
- 笠懸町久宮
- 笠懸町鹿の一部
- 笠懸町西鹿田

## 学校周辺
- みどり市立笠懸中学校
- みどり市立笠懸図書館
- みどり市役所 笠懸庁舎
- 国道50号
- 岩宿遺跡